# 태안초등학교 (경기)
태안초등학교는 대한민국 경기도 화성시에 있는 공립 초등학교이다.

## 학교 연혁
- 2004.01.05 태안초등학교로 설립 인가
- 2004.09.01 태안초등학교로 개교(6학급편성)
- 2005.09.01 병설유치원 개원(2학급 편성)
- 2014.09.01 제4대 박태성 교장 취임
- 2015.03.01 초등학교 41학급편성(특수 1학급 포함), 병설유치원 3학급 편성(특수 1학급 포함)
- 2016.02.17 제12회 졸업식(졸업생 177명, 누계 1,578명)